# Monte Pizzalto
Il monte Pizzalto (1968 m s.l.m.) è una montagna dell'Appennino abruzzese, situata nella bassa provincia dell'Aquila.

## Descrizione
Il monte Pizzalto, compreso nel territorio del comune di Roccaraso, sovrasta il piano Aremogna separandolo dal massiccio del monte Greco e dall'altopiano delle Cinquemiglia.
È sede degli impianti di risalita del comprensorio dell'Alto Sangro e sulle sue pendici sorgono anche le strutture ricettive della stazione sciistica di Roccaraso assieme a quelle di Aremogna, posta nelle vicinanze, sopra l'omonimo altopiano, ai piedi del monte Toppe del Tesoro.